# Josie Ho
Pour les articles homonymes, voir Ho.
Josie Ho (en chinois : 何超仪), de son vrai nom Josephine Ho, est une actrice et chanteuse hongkongaise, née le 26 décembre 1974.

## Biographie
Fille de l'entrepreneur Stanley Ho, elle est mariée depuis novembre 2003 à l'acteur et musicien Conroy Chan.

## Filmographie

### Cinéma
- 1994 : Victory (Qing chun huo hua) : Disappearance
- 1995 : Black Dream (Xian dai gu huo zi)
- 1995 : Tragic Commitment (Mei you lao gong de ri zi) : Blacky
- 1996 : Those Were the Days (Si ge 32A he yi ge xiang jiao shao nian) : Man-Sze
- 1996 : Lost and Found (en) (Tian ya hai jiao) : Yee
- 1997 : All's Well, Ends Well 1997 (97 ga yau hei si) : La petite amie
- 1997 : Chinese Box : Lilly
- 1998 : Anna Magdalena (Ngon na ma dak lin na)
- 1999 : Slow Fade (Wu jian lucheng) : Kim
- 1999 : Purple Storm (Zi yu feng bao) : Guan Ai
- 2000 : For Bad Boys Only (Bad boy dak gung) : Jean
- 2001 : Forever and Ever (Dei gau tin cheung) : Fion
- 2001 : The Enemy (Dik dui)
- 2001 : City of Desire (Yuk mong ji shing)
- 2001 : Horror Hotline... Big Head Monster (Hung biu hyn sin ji daai tau gwaai ang) : Mavis Ho
- 2001 : Color of Pain : Ching Yin
- 2002 : Dead or Alive 3 (Dead or Alive: Final) : Jun
- 2002 : Women from Mars (Dong laam yan bin shing lui yan)
- 2002 : Tai Tai : Clara
- 2002 : Frugal Game (Haan chin ga chuk) : Mrs. Lai
- 2002 : So Close (Chik yeung tin si) : Ching
- 2003 : My Lucky Star (Hung wun chiu yun) : Mrs. Ma
- 2003 : The Twins Effect (Chin gei bin) : Lila
- 2003 : And Also the Eclipse (Tai yang wu zhi)
- 2003 : Naked Ambition (Ho ching) : Tess
- 2004 : Six Strong Guys (Luk jong si) : Eva
- 2004 : Butterfly (Hu die) : Flavia
- 2005 : House of Fury (Jing mo gaa ting) : Assassin
- 2006 : McDull, the Alumni (Chun tian hua hua tong xue hui)
- 2006 : Isabella (Yi sa bui lai) : La femme au magasin de thé
- 2006 : The Heavenly Kings (Sei dai tinwong) : Cameo
- 2006 : Exilé (Fong juk) : Jin
- 2006 : Men Suddenly in Black 2 (Daai cheung foo 2)
- 2007 : Simply Actors (Hei wong ji wong) : Une femme qui travaille
- 2007 : The Drummer (Zhan. gu) : Sina
- 2008 : A Decade of Love (Sup fun chung ching) (segment Open Rice)
- 2009 : Street Fighter: Legend of Chun-Li : Cantana
- 2009 : Murderer
- 2009 : Poker King : Mme Fong
- 2010 : Dream Home de Pang Ho-cheung : Cheng Lai-sheung
- 2011 : Contagion : La sœur de Li Fai
- 2012 : Motorway de Cheang Pou-soi : Madame Wei
- 2012 : The Specialist (The Courier) de Hany Abu-Assad : Anna
- 2013 : Open Grave de Gonzalo López-Gallego : « Brown Eyes »
- 2018 : Lucky Day de Roger Avary : Mme Kok
- 2021 : Edge of the World de Michael Haussman : Madame Lim

### Télévision
- 1996 : The Criminal Investigator II (O gei sut lok II) (série télévisée) : Toby